# Laura Winkler (Musikerin)

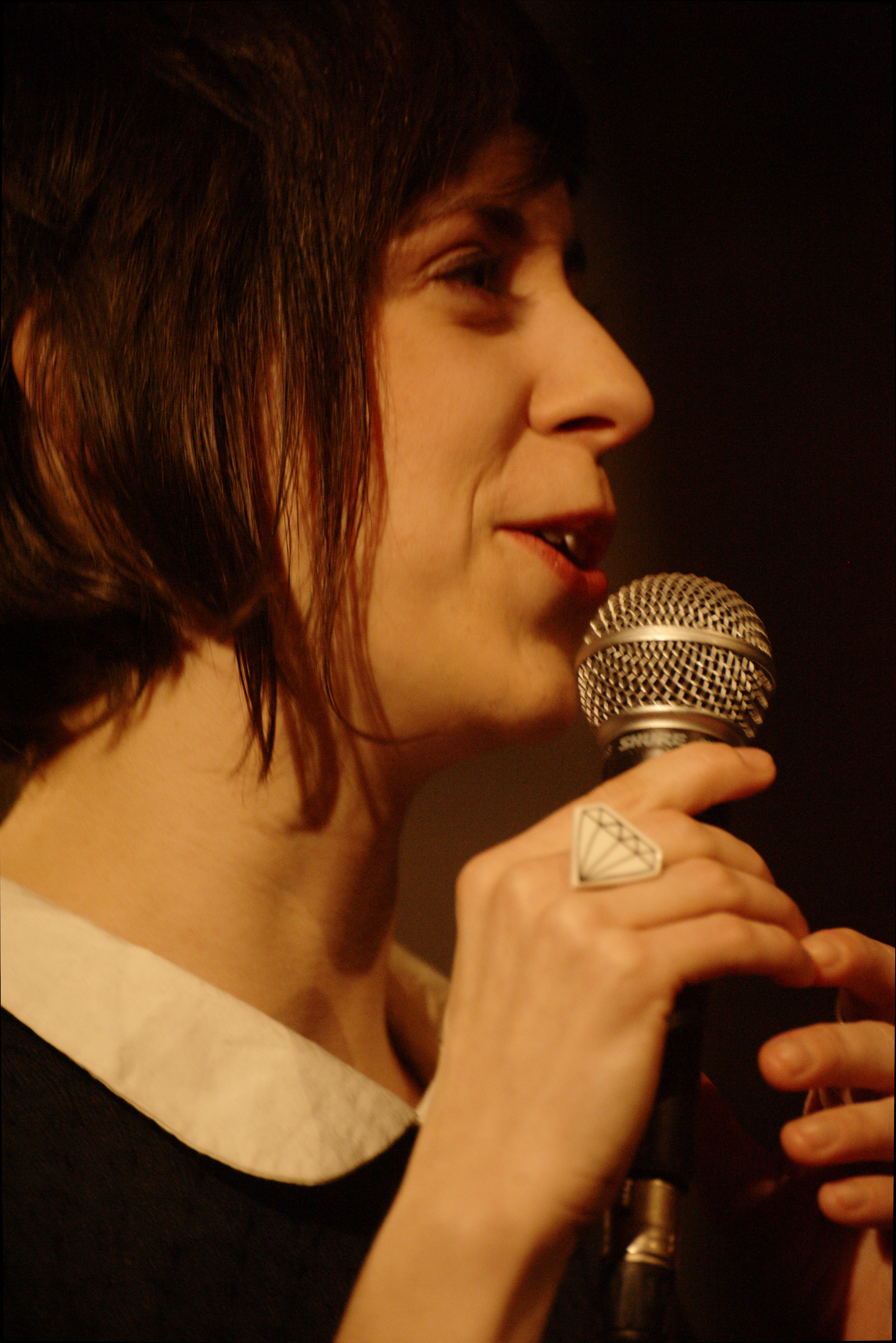
Laura Winkler bei einem Konzert mit der Gruppe Holler My Dear in der Stadtkirche Darmstadt am 7. Februar 2016

Laura Winkler (* 1988 in Graz) ist eine österreichische Jazzsängerin und Komponistin.

## Leben und Wirken
Winkler, die im Mürztal aufwuchs, studierte Gesang (auch Jazz) an der Kunstuniversität Graz bei Dena DeRose mit dem Abschluss 2011. Danach schloss sie ein Studium der Komposition in Graz und an der Universität der Künste Berlin (bei John Hollenbeck und Greg Cohen) an, das sie 2012 abschloss. Schon während des Studiums war sie Mitglied der Jazzwerkstatt Graz und in lokalen Jazzprojekten. 2008 erschien ihr Debütalbum aura:L sculptures (Sessionwork Records) mit Eigenkompositionen. Sie lebt seit 2012 in Berlin und gründete dort die Jazz-Folk-Pop-Band Holler My Dear, mit der sie die CDs Have You Seen the Troll?, Eat, Drink & Be Merry, Steady as She Goes und zuletzt 2024 An Only Me Ia a Lonely You (alle bei Traumton Records) veröffentlichte. Mit ihrem Wabi-Sabi Orchestra (einer 12-köpfigen Big Band mit Streichern) erschien 2014 das Album Paperclips (Traumton Records). Zudem ist Winkler mit ihrer Electropop-Band kwena (mit Yasmin Hadisubrata, Ben Barritt und Joh Weisgerber) tätig.
Mit sinfonischer Besetzung führte Winkler 2020 ihr Werk Saiga | Too fast too soon. Too slow too long auf. 2021 komponierte sie die Dorfoper Die Nacht von Allerheiligen (Regie: Georg Schütky), die mit dem Volkskulturpreis des Landes Steiermark ausgezeichnet wurde. 2024 schrieb sie Auftragswerke für das Kammermusikfestival Musik in der Pforte und die Musik zur Komödie Body Work für die Neuköllner Oper.
Weiterhin singt Winkler in Max Andrzejewskis Hütte, in Maria Gstättners Projekt Inventar der Gegend sowie im Ensemble O. mit den Sängerinnen Dora Osterloh, Friederike Merz und Fama M’Boup. Weiterhin ist auf Simon Kanzlers Album Nodía es zu hören. Sie arbeitete als Arrangeurin und Komponistin unter anderem für das Metropole Orkest, Ricciotti Ensemble und das Graz Composers Orchestra.